# The Guiding Light (film 1915)
The Guiding Light è un cortometraggio muto del 1915 diretto da Henry Otto. Prodotto dalla American Film Manufacturing Company, il film aveva come interpreti Edward Coxen, Winifred Greenwood, George Field, Edith Borella.

## Trama
Al faro, dove vivono solitari il giovane guardiano Robert Temple e sua moglie Anna, giunge un giorno un crocerista, Harry Nelson che, dopo aver visitato l'isola, si intrattiene a cena con la coppia. I racconti vivaci del nuovo venuto rendono frizzante la serata affascinando Anna. Qualche giorno dopo, durante l'assenza di Robert che si è recato sulla terraferma per le provviste, Anna riceve una nuova visita di Nelson che la corteggia e che le prospetta, se andrà via con lui, una vita di godimenti e di viaggi. Quando i due se ne vanno, Anna si rende conto che deve lasciare accesa la luce del faro e chiede al suo compagno di riportarla indietro. Al suo rifiuto, Anna non ha dubbi e si getta in acqua per tornare con una pericolosa nuotata all'isola, dove la luce del faro si sta lentamente spegnendo. Ormai barcollante, Anna ripristina la luce e vede sul mare la barca del marito che lotta con le onde. Con le sue ultime forze, corre in suo aiuto, arrivando appena in tempo per salvarlo.

## Produzione
Il film fu prodotto dall'American Film Manufacturing Company.

## Distribuzione
Distribuito dalla Mutual, il film - un cortometraggio in due bobine - uscì nelle sale cinematografiche degli Stati Uniti il 4 giugno 1915.